# Boeing Monomail
O Boeing Model 200 Monomail foi uma aeronave utilitária, monomotor a pistão, monoplano e de asa-baixa, desenvolvida pela Boeing no inícios dos anos 30, como aeronave de transporte de correspondências, sendo posteriormente convertido ao transporte de passageiros.

## Design, desenvolvimento e serviço
A aeronave marcou a saída da tradicional configuração de biplanos como aviões de transporte, e para isso, possuía uma asa-baixa, reforçada e de metal. O trem de pouso retrátil e uma fuselagem estrutural adicionou eficiência aerodinâmica na aeronave. Um protótipo foi construído para a avaliação para o Exército dos Estados Unidos (sob a designação de Y1C-18), mas não chegou a ser aprovado, e a aeronave uniu-se eventualmente a frota da Boeing na rota do correio aéreo de San Francisco-Chicago, em julho 1931, recebendo a designação de Model 200.
Uma segunda versão foi desenvolvida e designada como Model 221, com uma fuselagem alongada em 20 centímetros, que sacrificou parte de sua capacidade de carga para transportar seis passageiros em uma cabine fechada; Entretanto o piloto sentava-se em um cockpit aberto e exposto. Esta versão voou pela primeira vez em 18 de agosto de 1930. O Model 200 e o Model 221 foram modificados eventualmente para o serviço transcontinental com a designação de Model 221A, com uma fuselagem alongada para uma cabine de oito passageiros. Estas aeronaves foram operadas pela United Airlines na rota Cheyenne-Chicago.
O design avançado do Monomail foi dificultado pela falta de tecnologia adequada de motor e de hélice. Quando as hélices de passo variável e motores mais potentes estavam disponíveis, o projeto já havia sido superado por aeronaves com vários motores, incluindo o própria Boeing 247. No entanto, muitos avanços do Monomail foram incorporados nos projetos dos bombardeiros e aviões de caça mais avançados do início dos anos 30, como o Boeing Y1B-9 e o Model 248 (este último mais tarde viria a ser o P-26 Peashooter da USAAC), respectivamente.

## Variantes
Model 200
- Versão para o transporte de correspondências; Uma unidade construída.

Model 221
- Versão para o transporte de correspondências e capacidade para até 6 passageiros; Uma unidade construída.

Model 221A
- Model 200 e Model 221 convertidos para acomodar até 8 passageiros;

## Operadores
Estados Unidos
- Boeing Air Transport
- United Airlines

## Especificações (Model 200)
Dados de Boeing.

### Características gerais
- Tripulação: 1 (piloto)
- Capacidade: 6 passageiros
- Comprimento: 13,0 m
- Envergadura: 18,0 m
- Peso carregado: 3,629 kg
- Powerplant: 1 × motor a pistão Pratt & Whitney R-1860 Hornet B, radial, refrigerado a ar, de 575 cv (429 kW)

### Atuação
- Velocidade máxima: 254 km/h
- Velocidade de cruzeiro: 217 km/h
- Alcance operacional: 925 km
- Teto de serviço: 4,500 m